# Azimut

Koordinatensystem des Horizonts, nördliche Erdkugelhälfte

Das Azimut (von arabisch السموت, DMG as-sumūt ‚die Wege‘; auch der Azimut) ist in der Astronomie eine der beiden Koordinaten, mit denen ein Punkt an der Himmelskugel im horizontalen Koordinatensystem verortet werden kann. Zusammen mit dem Höhenwinkel, auch Elevation oder Altitude genannt, beschreibt das Azimut die Blickrichtung, in der ein Beobachter an einem gegebenen Standort (topozentrisch) diesen Punkt sieht. Als Grundkreis dient der Horizont des Beobachters, der die Grenze zwischen Erde und Himmel bildet. Damit geht einher, dass die Koordinaten eines Himmelsobjekts im Horizontalsystem, anders als im ortsunabhängigen Äquatorialsystem, für jeden Ort auf der Erde unterschiedlich sind.
Gemessen wird das Azimut in seiner mittlerweile verbreitetsten Variante im Uhrzeigersinn als Winkel zwischen der Nord-Richtung und der horizontalen Position des Himmelsobjekts. Je nach Fachbereich können andere Konventionen existieren, so gibt es beispielsweise auch die Zählweise ab dem Südpunkt.
Allgemeiner betrachtet, bildet das Azimut einen nach einer Himmelsrichtung orientierten Horizontalwinkel. Der ergänzende Vertikalwinkel über dem Horizont ist die Elevation. Gemeinsam beschreiben die beiden Winkel eine räumliche Blickrichtung, beispielsweise zu Himmelskörpern. Die Begriffe werden sinngemäß in anderen Fachbereichen verwendet. Anstelle eines Ortes auf der Himmelskugel kann dann auch ein Ort auf der Erdkugel beschrieben werden.

## Astronomie und Geodäsie

### Astronomie
Die Definition der Astronomie lautet: Das Azimut eines Gestirns ist der Winkel in der Horizontebene zwischen der Meridianebene und der Vertikalebene des Gestirns. Das Azimut wurde im traditionellen Sinne beginnend von Süden über Westen gezählt (Südazimut), so dass ein Gestirn im Süden ein Azimut von 0° und ein Gestirn im Westen ein Azimut von 90° hat, oder von Norden über Osten (Nordazimut). Dies ist die ursprüngliche astronomische Zählweise.
Das Nordazimut ist in der Geodäsie und Navigation allgemein üblich, weil der Nordpol über den Polarstern einfach zu bestimmen ist und weil das Azimut der wahren Peilung entspricht. Dieses System setzt sich auch in der Astronomie zunehmend durch und ist heute weitverbreitet.
Üblich ist dann für die vier Hauptpunkte (cardinal points): N = 0° (0); O = 90° (π⁄2); S = 180° (π), W = 270° (3π⁄2).
Es wird also, vom Zenit zum Nadir blickend, im Uhrzeigersinn, entgegen der Erdrotation im mathematisch negativen Sinn gezählt, also im Drehsinn der scheinbaren Rotation der Himmelssphäre um den Beobachter, wie er das tatsächlich sieht.
Analog misst man auf der Südhalbkugel von Süd ostwärts, was dem dortigen – „spiegelverkehrten“ – Lauf von Sonne und Gestirnen von Ost über Nord nach West entspricht.
Es sind aber auch Systeme in Verwendung, die jeweils im anderen Drehsinn angegeben sind. Daher ist bei Azimut-Angaben immer auf die exakte Definition des zugrundegelegten Koordinatensystems zu achten.
Zur Berechnung des Azimuts eines Gestirns für einen gegebenen Zeitpunkt und einen gegebenen Beobachtungsort verwendet man das nautische Dreieck, auch Astronomisches Dreieck genannt. Das Azimut eines Gestirns ist nur für eine bestimmte Zeit und einen bestimmten Ort der Erdoberfläche gültig.
Nicht zuletzt ist das Azimut Namensgeber für die azimutale Orientierung von Teleskopen, bei der eine der Drehachsen zum Horizont ausgerichtet ist, während die andere vertikal steht.

### Geodäsie
Die Geodäsie kennt außer diesem astronomischen Azimut, das durch Messungen nach Fundamentalsternen genau bestimmt werden kann, auch das ellipsoidische Azimut. Das ist die Richtung in einem Vermessungsnetz, bezogen auf ein Referenzellipsoid der Landesvermessung oder auf ein mittleres Erdellipsoid, die auf bis zu 0,01″ (Bogensekunden) genau berechnet wird. Astronomisches und ellipsoidisches Azimut differieren um die Ost-West-Komponente der Lotabweichung. Im Gauß-Krüger-Koordinatensystem werden Winkel angegeben, die sich auf Gitternord (Hoch- oder x-Achse) beziehen. Der Grund in der Differenz der astronomischen und terrestrischen Systeme liegt in der genauen Definition des Zenits über den lokalen Gravitationsvektor (Lotrechte), oder die Oberflächennormale (Senkrechte) des Ellipsoids, und analog dem genauen Norden.
Die Methoden zur Azimutbestimmung sind Gegenstand der Astrogeodäsie; die für die Praxis wichtigsten Messmethoden sind das Polaris-Azimut (mittels Polarstern) und das Sonnenazimut. Einzelne Messungen mit Gestirnen können etwa 0,1″ genau sein (entspricht 5 mm auf 10 km), mit längeren Messreihen auch genauer. Sonnenazimute erreichen nur 1–5 Winkelsekunden, sind aber rasch gewonnen und haben den Vorteil der Tagbeobachtung.

## Navigation und Technik

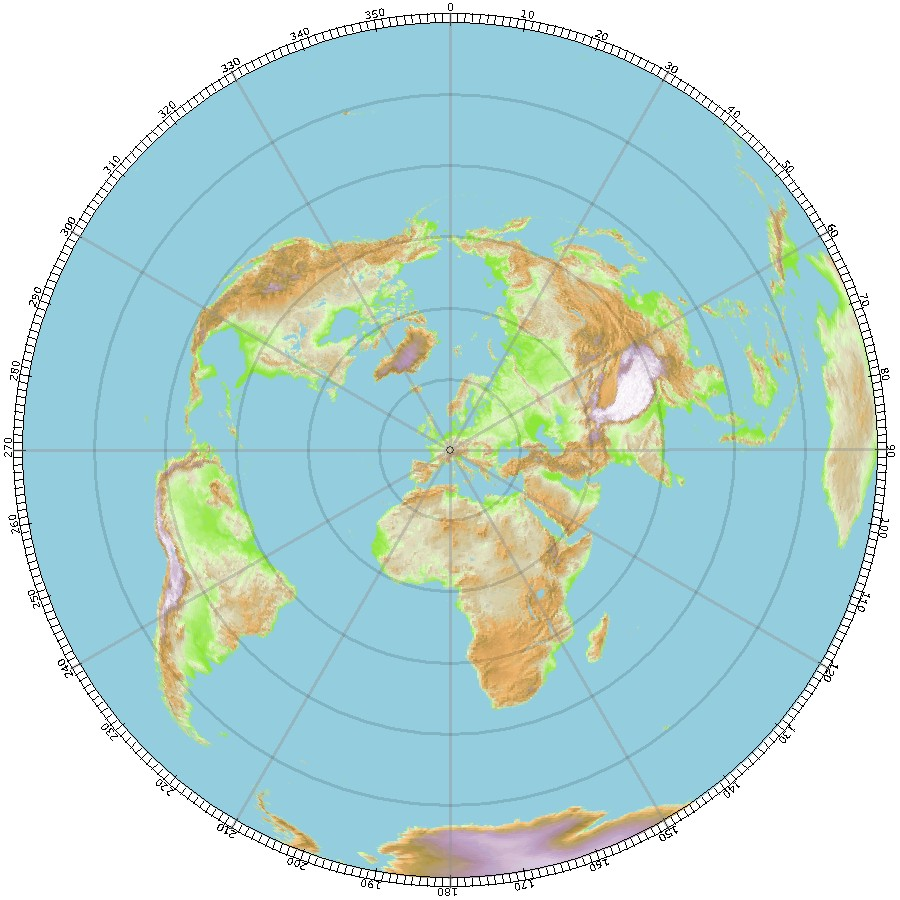
Azimutkarte, wie man sie z. B. zur Ausrichtung von Richtantennen für Weitverbindungen von einem bestimmten Ort (hier: Schweiz) verwenden kann

In der Navigation (Seefahrt, Luftfahrt) nennt man das Azimut zwischen Standpunkt und Zielpunkt den Sollkurs, im Gegensatz zum tatsächlich gefahrenen Kurs über Grund. Nautisch wird das Azimut auf Norden bezogen (siehe auch Kulmination). So beträgt für Südosten das Azimut im Sinne eines nautischen Kurses genau 135 Grad, Südwest 225 Grad.
- In der astronomischen Navigation ist mit Azimut der Winkel am gegissten Standort (gekoppelter Ort) von Nord über Ost zum Bildpunkt (Fußpunkt) eines Gestirns gemeint.

- In der Optik wird der Neigungswinkel eines durch den Strahlengang ausgezeichneten Koordinatensystems mit der horizontalen Ebene (Labor-Koordinatensystem) als Azimut bezeichnet (z. B. EN ISO 11145:2001).

- In der Kartografie versteht man unter Azimut den im Uhrzeigersinn gemessenen Winkel zwischen geografisch-Nord (Nordpol) und einer beliebigen Richtung (z. B. Marschrichtung, Magnetkompass-Peilung usw.) auf der Erdoberfläche.

- In der Artillerie ist Azimut die genaue Richtungsangabe in Strich (Artilleriepromille).

- In der Antennentechnik (Satellitenfunk) bezeichnet der Azimutwinkel die horizontale Ausrichtung einer Antenne, im Gegensatz zur Elevation, die den vertikalen Winkel zwischen Horizont und Antennenrichtung angibt.

- Bei Windkraftanlagen wird die Bezeichnung Azimut für alles benutzt, was mit der horizontalen Windnachführung des Maschinenhauses zu tun hat. Das Azimutsystem dient zur Nachführung der Gondel und besteht aus Azimutlager, Azimutantrieb, Azimutgetriebe und Azimutsteuerung. Der Azimutantrieb besteht aus mehrstufigen Planetengetrieben, die von frequenzgesteuerten elektrischen Motoren angetrieben werden.

- Im Schiffbau trägt eine um 360 Grad drehbare Propellergondel, auch „Azi-Pod“ als kurze Variante für das englische „Azimuth thruster“, einen oder mehrere horizontale Propeller, die durch eine vertikale Welle oder einen in der Gondel befindlichen Elektromotor angetrieben werden.

- Bei Tonbandgeräten, Kassettenrekordern und optischen Tongeräten an Filmprojektoren wird der in der Bandebene gemessene Winkel zwischen dem Tonkopfspalt und der Orthogonalen zur Bandlaufrichtung als Azimut bezeichnet. Dieser Winkel sollte im Idealfall gleich null sein, anderenfalls liegt ein Azimutfehler vor. Zur Herstellung des korrekten Azimuts sind die Tonköpfe entsprechend justierbar.

- In der Solartechnik wird (zumindest nördlich des Äquators) die Abweichung des Sonnenkollektors von Süden als Azimut bezeichnet. −45° bedeutet Südostausrichtung, 0° Südausrichtung und +45° Südwestausrichtung des Kollektors. Abweichend hiervon wird zur Vermeidung von Vorzeichenfehlern auch in diesem Bereich verstärkt der Nordazimut genutzt.

## Berechnung

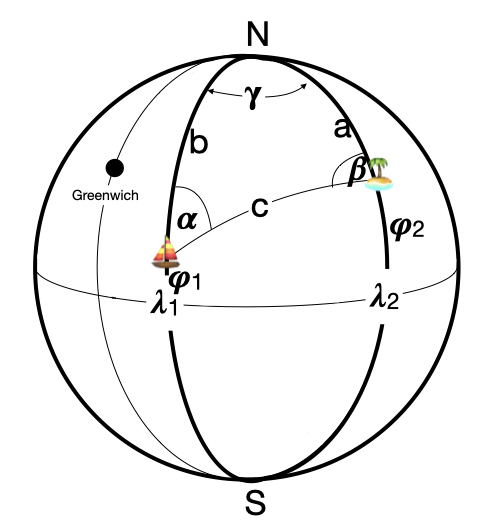
Das sphärische Dreieck zur Berechnung des Azimuts

Sind die geographischen Koordinaten zweier Punkte auf einer Kugel, etwa die des Standortes und des Zielortes bekannt, wird das Azimut mit der sphärischen Trigonometrie am einfachsten in zwei Schritten berechnet. Im ersten Schritt wird die Distanz {\displaystyle c} zwischen dem Standort und dem Zielort berechnet und im zweiten Schritt berechnet man das Azimut {\displaystyle \alpha }.
Das abgebildete sphärische Dreieck wird durch die drei Seiten {\displaystyle a,b,c} und die drei Eckpunkte Standort, Nordpol und Zielort gebildet. Das Dreieck wird unter anderem mit dem sphärischen Seiten-Kosinussatz beschrieben:
```

  

    

      

        
cos

        
⁡

        
c

        
=

        
cos

        
⁡

        
a

        
⋅

        
cos

        
⁡

        
b

        
+

        
sin

        
⁡

        
a

        
⋅

        
sin

        
⁡

        
b

        
⋅

        
cos

        
⁡

        
γ

      

    

    
{\displaystyle \cos c=\cos a\cdot \cos b+\sin a\cdot \sin b\cdot \cos \gamma }

  

```

Hier sind {\displaystyle a=90^{\circ }-\varphi _{2}},
{\displaystyle b=90^{\circ }-\varphi _{1}},
{\displaystyle \gamma =\lambda _{2}-\lambda _{1}},
wobei {\displaystyle \varphi _{1}} und {\displaystyle \varphi _{2}} die geographischen Breiten und {\displaystyle \lambda _{1}} und {\displaystyle \lambda _{2}} die geographischen Längen der beiden Orte sind. Obige Formel wird damit zu:
```

  

    

      

        

          
Distanzformel:

        

        

        
cos

        
⁡

        
c

        
=

        
sin

        
⁡

        

          
φ

          

            
2

          

        

        
⋅

        
sin

        
⁡

        

          
φ

          

            
1

          

        

        
+

        
cos

        
⁡

        

          
φ

          

            
2

          

        

        
⋅

        
cos

        
⁡

        

          
φ

          

            
1

          

        

        
⋅

        
cos

        
⁡

        
(

        

          
λ

          

            
2

          

        

        
−

        

          
λ

          

            
1

          

        

        
)

      

    

    
{\displaystyle {\text{Distanzformel:}}\qquad \cos c=\sin \varphi _{2}\cdot \sin \varphi _{1}+\cos \varphi _{2}\cdot \cos \varphi _{1}\cdot \cos(\lambda _{2}-\lambda _{1})}

  

```

Die Distanz {\displaystyle c} ist ein Segment eines Großkreises und wird in Winkelgraden ausgedrückt, wobei jede Bogenminute auf der Erdoberfläche einer Distanz von einer Seemeile entspricht.
Mit der berechneten Distanz sind die Werte aller drei Seiten {\displaystyle a,b,c} bekannt und das Azimut {\displaystyle \alpha } kann im zweiten Schritt mit einem zweiten sphärischen Seiten-Kosinussatz berechnet werden:
```

  

    

      

        
cos

        
⁡

        
α

        
=

        

          

            

              
cos

              
⁡

              
a

              
−

              
cos

              
⁡

              
b

              
⋅

              
cos

              
⁡

              
c

            

            

              
sin

              
⁡

              
b

              
⋅

              
sin

              
⁡

              
c

            

          

        

      

    

    
{\displaystyle \cos \alpha ={\frac {\cos a-\cos b\cdot \cos c}{\sin b\cdot \sin c}}}

  

```

Wieder ersetzt man {\displaystyle a} und {\displaystyle b} und es folgt:
```

  

    

      

        

          
Azimutformel:

        

        

        
cos

        
⁡

        
α

        
=

        

          

            

              
sin

              
⁡

              

                
φ

                

                  
2

                

              

              
−

              
sin

              
⁡

              

                
φ

                

                  
1

                

              

              
⋅

              
cos

              
⁡

              
c

            

            

              
cos

              
⁡

              

                
φ

                

                  
1

                

              

              
⋅

              
sin

              
⁡

              
c

            

          

        

      

    

    
{\displaystyle {\text{Azimutformel:}}\qquad \cos \alpha ={\frac {\sin \varphi _{2}-\sin \varphi _{1}\cdot \cos c}{\cos \varphi _{1}\cdot \sin c}}}

  

```

Die Kosinusfunktion {\displaystyle \cos \alpha } führt in der Umkehrfunktion (Arkuskosinus) immer zu zwei Winkelwerten. In unserem Falle zu {\displaystyle +\alpha } und zu {\displaystyle -\alpha }.
- Liegt der Zielort östlich des Standortes, so wird das berechnete Azimut {\displaystyle \mathrm {Az} =+\alpha }
- Liegt der Zielort westlich des Standortes, so wird das berechnete Azimut (das normalerweise mit Werten von 0° bis 360° angegeben wird) {\displaystyle \mathrm {Az} =360^{\circ }-\alpha }

Bewegt man sich vom anfänglichen Standort auf einem Großkreis, also entlang der Seite {\displaystyle c} Richtung Ziel, so ändert sich das Azimut permanent. Das Azimut in Abhängigkeit von der zurückgelegten Distanz kann mit dem (ersten) sphärischen Kotangenssatz hergeleitet werden. Zuerst berechnet man den Winkel {\displaystyle \beta }. Das neue Azimut ist dann {\displaystyle 180^{\circ }-\beta } .
```

  

    

      

        
cot

        
⁡

        
β

        
=

        

          

            

              
cot

              
⁡

              
b

              
⋅

              
sin

              
⁡

              
c

              
−

              
cos

              
⁡

              
c

              
⋅

              
cos

              
⁡

              
α

            

            

              
sin

              
⁡

              
α

            

          

        

      

    

    
{\displaystyle \cot \beta ={\frac {\cot b\cdot \sin c-\cos c\cdot \cos \alpha }{\sin \alpha }}}

  

```

Hier ist {\displaystyle b} wieder {\displaystyle b=90^{\circ }-\varphi _{1}}. {\displaystyle \alpha } ist hier das Azimut beim Start der Reise, das wir als {\displaystyle \alpha _{0}} schreiben und {\displaystyle c} ist die zurückgelegte Distanz (in Winkelgraden), die wir hier, um nicht mit der Gesamtdistanz {\displaystyle c} zu verwechseln, als {\displaystyle \delta } schreiben. Zudem ersetzen wir {\displaystyle \cot b\to \cos b/\sin b}. Die Distanz {\displaystyle d} wird in den Winkel {\displaystyle \delta } umgerechnet. Jede Seemeile (1.852 km) entspricht einer Bogenminute und jeder Grad hat 60 Bogenminuten.
Für das sich als Funktion der zurückgelegten Distanz {\displaystyle d} ändernde Azimut {\displaystyle \alpha (d)} folgt:
```

  

    

      

        
α

        
(

        
d

        
)

        
=

        

          
180

          

            
∘

          

        

        
−

        
arccos

        
⁡

        

          
[

          

            

              

                

                  
tan

                  
⁡

                  

                    
φ

                    

                      
1

                    

                  

                  
⋅

                  
sin

                  
⁡

                  
δ

                

                

                  
sin

                  
⁡

                  

                    
α

                    

                      
0

                    

                  

                

              

            

            
−

            

              

                

                  
cos

                  
⁡

                  
δ

                

                

                  
tan

                  
⁡

                  

                    
α

                    

                      
0

                    

                  

                

              

            

          

          
]

        

        

        

          
wobei

        

        

        
δ

        
=

        

          

            

              
d

              

                
/

              

              

                
k

                
m

              

            

            

              
1.852

              

                

                  

                    
k

                    
m

                  

                  

                    

                    
′

                  

                

              

              
⋅

              

                
60

                
′

              

            

          

        

      

    

    
{\displaystyle \alpha (d)=180^{\circ }-\arccos \left[{\frac {\tan \varphi _{1}\cdot \sin \delta }{\sin \alpha _{0}}}-{\frac {\cos \delta }{\tan \alpha _{0}}}\right]\qquad {\text{wobei}}\qquad \delta ={\frac {d/\mathrm {km} }{1.852{\frac {\mathrm {km} }{'}}\cdot 60'}}}

  

```

### Beispiel

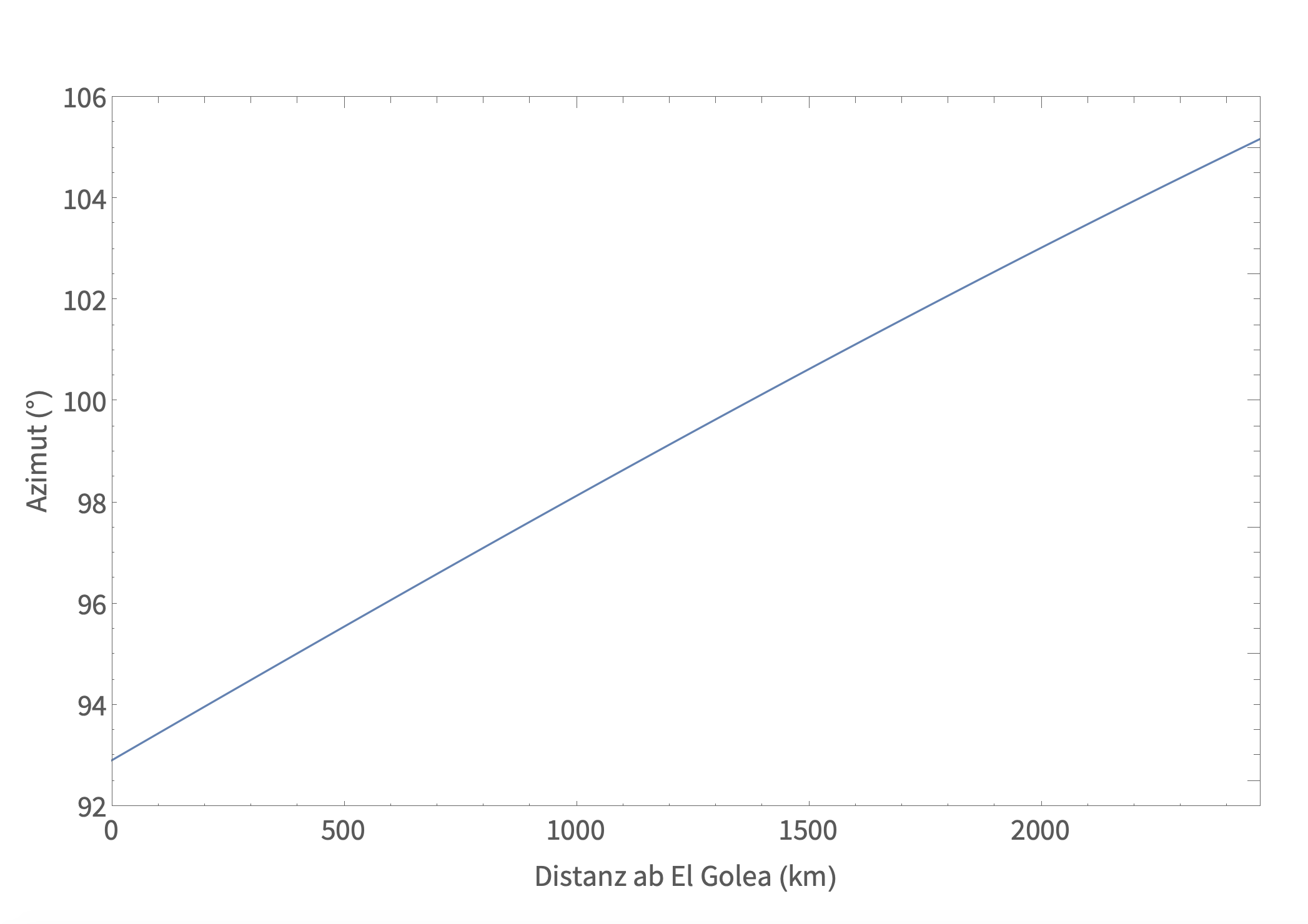
Variation des Azimuts in Abhängigkeit von der zurückgelegten Distanz (km) auf dem Weg von El Golea nach Farafra

Sie befinden sich in El Golea (Algerien) und möchten durch die Sahara nach Farafra (Ägypten) marschieren. Die Koordinaten von El Golea und Farafra sind:
- El Golea: 30°36′53″N 002°52′22″E
- Farafra: 27°03′30″N 027°58′12″E

Diese Werte in die Distanzformel eingesetzt ergibt für die Distanz von El Golea bis Farafra {\displaystyle c=22{,}22^{\circ }}, was auf der Erdoberfläche einer Distanz von 1333 NM oder 2470 km entspricht. Setzt man in einem zweiten Schritt die berechnete Distanz {\displaystyle c} zusammen mit den Breiten der beiden Orte in die Azimutformel ein, so erhält man ein Azimut von {\displaystyle \alpha =92{,}9^{\circ }}.
Das hier berechnete Azimut beschreibt die Richtung, die man in El Golea nehmen muss, um auf kürzestem Wege nach Farafra zu gelangen. Marschiert man auf dem gegebenen Großkreis, auf der kürzesten Verbindung also, so ändert sich das Azimut ständig.
Berechnet man das Azimut für eine Reise von Farafra nach El Golea, so erhält man mit der Azimutformel einen Winkel {\displaystyle \alpha =\pm 74{,}8^{\circ }}. Da der Zielort westlich des Standortes liegt, wird das Azimut {\displaystyle {\text{Az}}=360^{\circ }-\alpha =285{,}2^{\circ }}.